# Brackenridgia sphinxensis
Brackenridgia sphinxensis är en kräftdjursart som beskrevs av Schultz 1984. Brackenridgia sphinxensis ingår i släktet Brackenridgia och familjen Trichoniscidae. Inga underarter finns listade i Catalogue of Life.